# HaMakhtesh HaGadol
HaMakhtesh HaGadol, en hébreu הַמַּכְתֵּשׁ הַגָּדוֹל, littéralement « le grand cratère », est un makhtesh, cirque d'érosion karstique situé dans le désert du Neguev. Il mesure 5 x 10 km. Faisant partie des cinq makhtesh en Israël et des sept dans le monde, HaMakhtesh HaGadol est le deuxième plus grand au monde après le Makhtesh Ramon (il fut nommé le grand cratère car découvert avant ce dernier). Il doit son originalité en ce qu'il est drainé par une rivière, Nahal Hatira, et par ses dunes de sable de couleur fossilisées.
HaMakhtesh HaGadol est proche de Yeruham, première ville de développement israélienne établie dans les premiers jours de la formation de l'État. Le site fut choisi pour sa richesse en ressources naturelles.

### Sources
- (en) Cet article est partiellement ou en totalité issu de l’article de Wikipédia en anglais intitulé « HaMakhtesh HaGadol » (voir la liste des auteurs).